# Sedona
Sedona é uma cidade localizada no estado norte-americano do Arizona, nos condados de Coconino e Yavapai. Foi fundada em 1902 e incorporada em 1988.

## Geografia
De acordo com o United States Census Bureau, a cidade tem uma área de 49,7 km², onde 49,6 km² estão cobertos por terra e 0,1 km² por água.

### Localidades na vizinhança
O diagrama seguinte representa as localidades num raio de 32 km ao redor de Sedona.

## Demografia
Segundo o censo nacional de 2010, a sua população é de 10 031 habitantes e sua densidade populacional é de 202,3 hab/km². Possui 6 367 residências, que resulta em uma densidade de 128,4 residências/km².

## Galeria de imagens
- Pôr do sol sobre a área de Red Rocks, no Arizona